# Treed Murray
 (mars 2012).
Pour plus de détails, voir Fiche technique et Distribution.
Tread Murray, ou Entre l'arbre et l'écorce au Québec, est un thriller canadien réalisé par William Phillips (en)], sorti le 30 novembre 2001. Premier film de son réalisateur, diplômé de l'Université Ryerson, il fut entièrement tourné au Boyd Conservation Park, à Toronto.

## Synopsis
Un homme d'affaires (David Hewlett) traversant un parc urbain est attaqué par une bande de jeunes voyous et cherche refuge dans un énorme hêtre. Cherchant à en descendre et à s'enfuir sans y laisser sa peau, il passera la journée et la nuit suivante à essayer de dresser les délinquants les uns contre les autres, exploitant leurs faiblesses. Au fil des heures, nous découvrons que notre héros n'est pas aussi pur qu'il ne le paraît. Nombre de mensonges seront dévoilés, les masques tombent et la tension monte.

## Fiche technique
Genre : Thriller
Avis du public : Interdit aux moins de 12 ans

## Distribution
Légende : Version Québécoise (V.Q.)
- David Hewlett (V.Q. : Manuel Tadros) : Murray
- Aaron Ashmore (V.Q. : Renaud Paradis) : Dwayne
- Clé Bennett (V.Q. : Louis-Philippe Dandenault) : Shark
- Kevin Duhaney (V.Q. : Hugolin Chevrette) : Carter
- Jessica Greco (V.Q. : Marjorie Smith) : Kelly
- Carter Hayden (V.Q. : Patrice Dubois) : KC
- Julian Richings (V.Q. : Denis Michaud) : Un sans-abri

## Commentaire
Malgré une excellente performance de David Hewlett (ou peut-être grâce à cette dernière, en partie), ce film nous laisse avec un certain sentiment de malaise. Murray est après tout un hypocrite ayant sa part de blâme, et les jeunes se complaisent dans une mentalité de victimes pour qui une existence difficile « justifie » la décision d'agir en tant que criminels. Ces vingt-quatre heures auront une influence critique sur leur avenir...

## Distinctions
Cinq nominations aux Prix Génie, dont « meilleur film » et « meilleure réalisation ».[réf. nécessaire]